# Taktangabe

Angabe des ¾-Taktes

Die Taktangabe steht am Beginn eines Musikstücks nach dem Notenschlüssel und eventuellen Vorzeichen und gibt die Taktart des Stückes an. Im Gegensatz zu den Vorzeichen steht die Taktangabe – solange die Taktart nicht wechselt – nur im ersten Notensystem und wird nicht wiederholt.
Üblich ist die Schreibweise als mathematischer Bruch mit Zähler und Nenner, jedoch ohne Bruchstrich. Der Nenner legt fest, welcher Notenwert einer Zählzeit entspricht. Der Zähler zeigt die Anzahl der Zählzeiten pro Takt an. Aus der älteren Mensuralnotation sind noch die Schreibweisen  für den 4⁄4-Takt (alla semibreve) sowie  für den 2⁄2-Takt (alla breve) üblich.

## Einzelangaben
1. ↑  Musikzeit: Takt